# Clina
En genètica de poblacions, la clina (del grec κλινειν, inclinació) és el canvi gradual de trets fenotípics d'una mateixa espècie per influxos i condicions mediambientals.
La paraula va ser encunyada pel biòleg i humanista anglès Julian Huxley.